# Ischnacanthus
Ischnacanthus (исхнакантус) је род изумрлих риба који припада класи бодљикавих ајкула (Acanthodii). Врсте рода Ischnacanthus су живеле почетком Девона. Имале су вилице са ситним зубима или без њих. Фосили овог рода су пронађени у Шкотској.